# Огњен Мажић
Огњен Мажић је српски фудбалер. Син је бившег међународног фудбалског судије Милорада Мажића.

## Каријера
Мажић је фудбал тренирао у ЦФК Врбас из истоименог града, пре него што је прешао у суботички Спартак. У октобру 2018. године са тим клубом је потписао стипендијски уговор, а јавности га је представио Ивица Францишковић, координатор омладинске школе, заједно са још неколико играча из млађих узраста. На затварању Суперлиге Србије за такмичарску 2019/20, против крушевачког Напретка, Мажић је уврштен у протокол утакмице. У економату првог тиму Спартака задужио је дрес са бројем 39, а дебитовао је на истом сусрету, ушавши у игру уместо Немање Николића у 77. минуту.
Сениорски погон Спартака је првог дана јула 2020. почео припреме за нову сезону. Наредног дана, састав сачињен од младих играча одиграо је прву контролну утакмицу на Градском стадиону у Сомбору, где је поражен минималним резултатом од Радничког 1912. Мажић је тада био у стартној постави своје екипе. Два дана касније са екипом је отпутовао на Златибор, где је услед изостанка Давида Дунђерског фигурирао као опција на десној страни одбране. Прва припремна утакмица на тој планини одиграна је против истоименог клуба из Чајетине, а Мажић је у игру ушао са клупе. На наредном сусрету, са екипом Инђије, био је у стартној постави Спартака, а затим је наступио о против бањалучког Борца. На последњој утакмици на Златибору, екипа Спартака је поражена од Рада, минималним резултатом. Мажић је тада наступио у стартној постави своје екипе на позицији штопера, у тандему са Михајлом Иванчевићем. По повратку са припрема потписао је први професионални уговор.

## Статистика

### Клупска
Ажурирано 6. августа 2020.
| Клуб             | Сезона   | Лига             | Лига    | Лига   | Национални куп | Национални куп | Европа  | Европа | Остало  | Остало | Укупно  | Укупно |
| Клуб             | Сезона   | Дивизија         | Наступа | Голова | Наступа        | Голова         | Наступа | Голова | Наступа | Голова | Наступа | Голова |
| ---------------- | -------- | ---------------- | ------- | ------ | -------------- | -------------- | ------- | ------ | ------- | ------ | ------- | ------ |
|                  |          |                  |         |        |                |                |         |        |         |        |         |        |
| Спартак Суботица | 2019/20. | Суперлига Србије | 1       | 0      | —              | —              | —       | —      | —       | —      | 1       | 0      |
| Спартак Суботица | 2020/21. | Суперлига Србије | 0       | 0      | 0              | 0              | —       | —      | —       | —      | 0       | 0      |
| Спартак Суботица | Укупно   | Укупно           | 1       | 0      | 0              | 0              | —       | —      | —       | —      | 1       | 0      |
|                  |          |                  |         |        |                |                |         |        |         |        |         |        |